# Cantó de Gavray
El cantó de Gavray és un cantó francès del departament de la Manche, situat al districte de Coutances. Té 13 municipis i el cap es Gavray.

## Municipis
- La Baleine
- Gavray
- Grimesnil
- Hambye
- Lengronne
- Le Mesnil-Amand
- Le Mesnil-Garnier
- Le Mesnil-Rogues
- Le Mesnil-Villeman
- Montaigu-les-Bois
- Saint-Denis-le-Gast
- Sourdeval-les-Bois
- Ver

## Història
| Data d'elecció                           | Identitat         | Partit              | Qualitat |
| ---------------------------------------- | ----------------- | ------------------- | -------- |
| 1945-1969                                | Auguste Beck      | MRP                 |          |
| 1969-1980                                | Roland Vaudatin   | CD, després UDF     |          |
| 1980-2001                                | Georges Carbonnel | UDF                 |          |
| 2001-                                    | Guy Nicolle       | MoDem-Divers droite |          |
| les dades anteriors no són pas conegudes |                   |                     |          |
|                                          |                   |                     |          |

## Demografia
| A partir de 1990: Població sense dobles comptes |